# Hydriomena irata
Hydriomena irata är en fjärilsart som beskrevs av Louis W. Swett 1910. Hydriomena irata ingår i släktet Hydriomena och familjen mätare. Inga underarter finns listade i Catalogue of Life.